# Quartier Renaissance de Bar-le-Duc
Le quartier Renaissance est un quartier de la ville de Bar-le-Duc, dans le département de la Meuse.

## Description
Le quartier est le témoin de l'ancien Duché de Bar et de Lorraine, la Ville Haute constitue un des ensembles urbains Renaissance les plus remarquables de France, son patrimoine architectural qui lui a valu l’obtention des labels « Ville d’art et d’histoire » et « Plus beaux détours de France » . La tour de l'Horloge et la porte Romane datent du Xe siècle, le château médiéval fut quant à lui construit au XVIe siècle et a laissé place au Neuf Castel.

## Ensemble urbain compris dans la Ville Haute
De par sa situation, comme par son intérêt historique, archéologique et touristique, l'ensemble de cette colline est inscrite au titre des sites par arrêté du 22 avril 1963 avec une superficie d'environ 17 ha,.